# Eliza McCartneyová
Eliza McCartneyová (* 11. prosince 1996 Auckland) je novozélandská atletka, která startovala ve skoku o tyči a získala bronzovou medaili na letních olympijských hrách 2016. Získala také stříbrnou medaili na letní universiádě v roce 2015. V roce 2018 se umístila na druhém místě na společenských hrách.